# Ekorrtjärnen (Fjällsjö socken, Ångermanland)
Ekorrtjärnen är en sjö i Strömsunds kommun i Ångermanland och ingår i Ångermanälvens huvudavrinningsområde.